# 理察·斯溫伯恩

理察·斯溫伯恩

理察·斯溫伯恩（Richard Swinburne，1934年12月26日—）是一位英國宗教哲學家。最主要的經歷是英國牛津大學基督教哲學系諾羅斯教席（Nolloth Professor）教授職，主要的研究興趣有兩大部分：一、所有關於哲學的核心問題。二、探索關於基督教核心論述的意義與證明。其堅定反對實證論（或是邏輯實證論）者做出的無神論結論，主張理性與信仰二者並無衝突，使用概率有神論的觀念陳述其信仰。在過去的五十年之中，他是論證上帝的存在一位非常重要的學者，而他在哲學領域的貢獻主要是在宗教哲學和科學哲學範疇。

## 生平背景
斯溫伯恩在十五歲時，他受洗加入聖公會，於一九五四年進入牛津大學學習哲學、政治和經濟相關知識，並於一九五七年以一級榮譽畢業。在畢業之後，於一九五七年至一九六三年，他進一步繼續深入研讀哲學、神學及相關科學的哲學與歷史發展。五十年代他在牛津大學唸書時，邏輯實證論盛行，可是當時的教會對這等挑戰視而不見，這令他感到不滿。他思考自己身為基督徒要如何回應理性對信仰的挑戰，因此確立他一生的研究方向：「用現代科學的標準，輔以現代哲學的嚴謹分析，去澄清基督教神學的意義，並為它提供理據。」為了達成這個長遠目標，六十年代他重新唸科學及專攻科學哲學。
他一開始是在赫爾大學（1963-72）任教，當中曾有約兩年時間在馬里蘭大學（1969-1970）擔任訪問學者。之後到了基爾大學（1972-85）繼續教授哲學，在這期間他擔任吉福德講座（Gifford lectures），著作《靈魂的進化》（The Evolution of the Soul, 1986）一書。在一九八五年回到牛津大學（1985-2002）任羅諾夫基督教哲學教授。在二○○二年，他從牛津大學退休之後，則分別於底下各所大學擔任訪問學者及講課：羅馬大學（2002）、卢布林若望·保祿二世天主教大學（2003）、耶魯大學（ 2003）、聖路易大學（2003）、明尼蘇達大學（2006）、斯泰森大學（ 2008）。

## 主要著作
在斯溫伯恩的學術生涯中，他一位著作豐富的學者，平均約二到三年的時間，就可以產生一本具有份量的著作。在一九六八年，他在哲學界開始展露頭角，文章駁斥休謨觀點，為設計論證翻案。他除了從事學術性的寫作之外，他也著述非學術性的作品，提供一般民眾閱讀，像是一九九六年出版的《上帝是否存在？》（Is There a God?）便是一例，讓讀者可以用比較淺顯易懂的方式認識他的思想，該書受到大家的歡迎，目前已經翻譯成二十二個國家的語言。截至目前為止，他寫作的書有十七本，而論文截至目前為止共約一百四十篇，登載在Philosophical Quarterly、Mind、Analysis、Church Quarterly Review、Philosophy of Science、Philosophy、Religious Studies、British Journal for the Philosophy of Science、Australasian Journal of Philosophy、Canadian Journal of Philosophy、British Journal for the Philosophy of Science、International Journal for the Philosophy of Religion等期刊，內容涉及科學哲學、心靈哲學和宗教哲學等範疇，特別是在宗教哲學方面的造詣和貢獻，可以說是無人可以出其左右。
斯溫伯恩有神論三部曲和基督教哲學四部曲被認為是二十世紀宗教哲學的經典，著作內容涉及神的存在、啟示、救贖、三位一體、道成肉身、神的護理等神哲學與基督教神學領域的重要議題。在反宗教哲學當道的日子，他不輕言放棄，反而以嚴謹的分析哲學方法，有力地維護有神論和基督教神學。他扎實的努力，為宗教哲學創出新的局面。他的著作論證引據條理分明、絲絲入扣，把宗教哲學的討論提昇到新的水平。因此他被稱為是當代宗教哲學的泰斗，且有人稱他為「二十世紀的阿奎那（Aquinas）」。有神論三部曲包含《有神論的一致性》The Coherence of Theism（1977）、《論上帝的存在》The Existence of God（2004，初版1979）、《信仰與理性》Faith and Reason（1981），這三本書的內容概述如下：The Coherence of Theism有力地維護宗教語言的認知意義，並對神的每一屬性作出仔細分析，討論何謂有一位上帝存在的意義，並且論述假設有一位上帝的存在在邏輯上是否合理的。The Existence of God內容廣泛討論各式上帝存在的論證，羅列各方反對或者支持上帝存在的證據，然後將各方的證據給予綜合評估，最後得出「上帝存在的可能性比不存在的為高」的結論。Faith and Reason則是探討理性在宗教的位置，指出信奉宗教信條的是合乎理性的。另外，基督教哲學四部曲則包含底下書籍：《責任與救贖》Responsibility and Atonement（1989）、《論啟示》Revelation（1991）、《基督教的上帝》The Christian God（1994）、《神旨與罪惡》Providence and The Problem of Evil（1998）。
- 《有神論的一致性》The Coherence of Theism, 1977年出版
- 《論上帝的存在》The Existence of God, 1979年出版 (2004年改版).
- 《信仰與理性》Faith and Reason, 1981出版
- 《靈魂的進化》The Evolution of the Soul, 1986年出版, ISBN 0198236980
- 《責任與贖罪》Responsibility and Atonement, 1989
- 《論啟示》Revelation, 1991
- 《基督徒的上帝》The Christian God, 1994
- 《上帝是否存在？》Is There a God?, 1996年出版 ISBN 7301083521,(中國北京大學出版社2005年譯出)
- 《論神旨與罪惡問題》Providence and The Problem of Evil, 1998
- 《知識的正確》Epistemic Justification, 2001
- 《道成肉身之上帝之復活》The Resurrection of God Incarnate, 2003

## 神學思想
到了一九五○年代，在哲學界討論神存在的議題上邏輯實證論盛行，大家關注「人類生活的實際經驗，所產生的證據是否會客觀地支持有一位上帝存在的命題？」英國的哲學家斯溫伯恩於一九七二年開始，著手寫作一系列護衛有神論的書，機率有神論的方法則於其第二本著作中提出。在上帝的存在的議題中，本體論觀點是屬於單純的邏輯辯證，當中並沒有涉及人類經驗所產生的任何影響。斯溫伯恩則認為一般的人們較為關心的議題，將會是訴諸人類生活的實際經驗，在當中所產生的證據是否會客觀地支持有一位上帝存在的命題。因此，The Existence of God該書的主要著書目的便是羅列各式論證及各方證據，利用機率有神論的方法綜合評估上帝存在的可能性。 
而在該方法中所參考的各種論證，都是屬於後驗經驗論證（a posteriori argument），後驗經驗論證的特點是該論證的論述必然有涉及人類的經驗，例如：宇宙論、目的論、道德論、惡的存在等議題。若單純僅只是邏輯上的辯證，當中並無涉及任何人類經驗的論證，這一類型的論證則稱之為前驗經驗論證（a priori argument），而傳統的本體論論證便是屬於前驗經驗論證。過去關於上帝存在的各式論證，過去哲學家的作法通常都是對於每一論證進行個別性的考量。然而，當代哲學家則強調上帝存在的論證不能單獨的看，機率有神論的方法卻是嘗試將每一種後驗經驗論證的結果加總起來，當中所參考的論證可能是支持，也可能是反對上帝的存在，考量各式論證加總起來的累加效應（cumulative effect），考慮他們累加之後所產生的力量，然後給出所關注的議題一個綜合性的評價，最後對於該問題給出整體性的結論：上帝存在的可能性是否比其不存在為高呢？ 綜合言之，關於上帝是否存在的議題，斯溫伯恩的機率有神論的方法是一種在確定理論架構下，結合各種後驗經驗論證的評估方法。